# Interpreter
Interpreter oziroma tolmač je računalniški program, ki prevede in izvrši program napisan v zelo visokonivojskem računalniškem programskem jeziku (četrte generacije), le redkeje programske jezike tretje generacije. V nasprotju s prevajalnikom, ki program prevede v drug programski jezik (navadno strojni jezik), tolmač ob vsakem zagonu programa le-tega izvaja ukaz za ukazom. Ker mora interpreter vsakokrat izvesti ukaz, se interpretirani programi izvajajo precej počasneje od prevedenih, vendar pa jih v nasprotju s prevedenimi lahko izvedemo takoj, brez čakanja na vmesni korak prevajanja.